# Przełęcz (film 1983)
Przełęcz (org. На перевале не стрелять!) – radziecki dramat sensacyjny z 1983 roku w reż. Mukadasa Machmudowa i Abdusała Rachimowa.

## Opis fabuły
ZSRR lat 20. XX wieku. W Tadżykistanie, na lokalnej przełęczy trwa walka między grupą "czekitów" a basmaczami. Dowódca Czeka – Paramonow koniecznie chce zakończyć bratobójczy konflikt bez rozlewu krwi. Szansę na pokojowe rozwiązanie widzi w osobie jednego z lokalnych przywódców i autorytetów basmamczy – Kerima Dodcho. Próbuje wejść z nim w rozmowy pokojowe i doprowadzić do amnestii jego ludzi. Przeciwny temu jest inny watażka basmaczy – radykalny młynarz tytułowany "efendi". Nie waha się on przed najbardziej radykalnymi środkami walki z "czerwonymi" – grupa jego ludzi przebrana w mundury "czeka" pali i morduje lokalną ludność licząc na przypisanie wszystkich zbrodni władzy radzieckiej. Początkowo "efendi" pozostaje nieuchwytny, głównie dzięki agentowi "Mirzo" ulokowanemu w gronie "czekistów". Jednak w końcu Paramonow odnosi sukces – Kerim Dodcho i jego ludzie zdają broń, a dzięki swoim agentom "czekiście" udaje się w końcu osadzić bandę "efendiego" i po krwawej walce zabić go wraz z większością jego ludzi.

## Obsada aktorska
- Anatolij Azo – Paramonow
- Muhammad-Ali Machmadow – czekista Abdukadyr
- Jewgienij Leonow-Gładyszew – Umarow (zdrajca "Mirzo")
- Hasan Mamedow – Hafiz
- Igor Dobriakow – "czekista" Iwan
- Ato Muchamedżanow – Kerim Dodcho
- Oleg Korczikow – kombryg Kolesnikow
- Tamara Szakirowa – Fatima (agentka Paramonowa)
- Kamoł Sadimuranow – agent Paramonowa
- Imom Nabijew – chłopiec z bazaru
- Junus Jusupow – kupiec Kosoj
- Nurułło Abdułłaiew – "efendi"
- Farchot Abdułłaiew – agent "efendiego" w szeregach "Czeka"
- Anatolij Latif – aresztant "Hasanow"

i inni.